# Imma uranitis
Imma uranitis är en fjärilsart som beskrevs av Edward Meyrick 1910. Imma uranitis ingår i släktet Imma och familjen Immidae. Inga underarter finns listade i Catalogue of Life.